# 六本木族
六本木族（ろっぽんぎぞく）は、日本に存在していた若者の集団。名称の由来は東京都港区六本木である。

## 概要
この六本木族とは、後の時代に現れる「みゆき族」「原宿族」などの街族と呼ばれるグループの元祖である。
1958年に米軍による六本木の接収が終わると、翌1959年に日本教育テレビ（1977年にテレビ朝日と改称）が開局し、六本木はテレビ関係者や芸能人などの華やかな人々に憧れる若者たちがこぞって集う街になった。遊ぶのにお金が必要な銀座に対して、そうでないが文化的な交流が楽しめる街として、六本木に深夜までたむろする若者が増え、六本木族と呼ばれるようになった。
六本木族には1958年から1960年までの第一次六本木族と、1960年以降の第二次六本木族に分けられる。第一次六本木族はほとんどが裕福な家庭の子女であり、善良とは言えないが、非行少年少女とは一線を画す育ちの良さがあるとされた。野坂昭如によるとほとんどが慶應義塾の生徒で、父は大企業の社長クラスか大臣で、月に使う小遣いは30万円ほどで、中には6台の車を持つ少年もいた。
第二次六本木族は中流家庭の子弟であり、第一次六本木族の模倣・亜流とされる。六本木族はドドンパという共通の音楽によって結びついていた。1961年に発売の『東京ドドンパ娘』は大ヒットとなっが、六本木ではこの3年前からドドンパが踊られていた。『東京ドドンパ娘』も追随なのであった。他の「族」には共通のファッションがあるが、六本木族には共通のファッションが無い珍しいケースであった。

芸能プロダクションの社長が六本木族にならって「六本木野獣会」（本来の名は地名を冠さない「野獣会」）というグループを若手スターの話題を作るためにプロデュースした。
六本木族と六本木野獣会は異なっていたものの、六本木族と六本木野獣会が混同されて六本木族だった人が六本木野獣会とはどのようなものだったのかを聞かれていることがある。
六本木族は新たな人との出会いを求めて六本木に集まり、当時の六本木の飲食店に行けば多数の文化人がいて、初対面で何の地位も無いような人でも文化人と対等に会話をすることができた。対して近年の飲食店というのは個室になっていたり他の客が見えないように区切られているため、六本木族が新たな出会いを求めて訪れて行っていたような場ではなくなっている。